# L'Astrolabe (salle de spectacle)
Pour les articles homonymes, voir L'Astrolabe.
L'Astrolabe est une salle de concert française située à Orléans dans le département du Loiret en région Centre-Val de Loire.

## Historique
L'Astrolabe a été inauguré en mars 1999. Ce lieu culturel consacré aux musiques actuelles se situe au sein d'un espace emblématique de la musique et des concerts des années 1980 et 1990, qui s'appelait alors le Baron. Le Baron a accueilli de multiples évènements musicaux durant deux décennies dont The cure, Motorhead, New Order, Mano Negra,....C'est sous l'impulsion des associations locales rassemblées en fédération du nom de Hiero, que l'idée d'un lieu de concert spécifiquement dédié voit le jour durant les années 90 en lien avec la Ville d'Orléans et l'élu à la culture de l'époque, Augustin Cornu. 
Dès son ouverture, l'Astrolabe est géré par la Ville d'Orléans. Fred Robbe, alors recruté par la Ville en tant que Directeur, envisage dès cette ouverture d'associer les associations locales à la gestion de l'Astrolabe, pour imaginer à terme une gestion autonome et adaptée de l'Astrolabe. C'est ainsi que nait l'Association Antirouille en mars 1999, association actuellement gestionnaire de l'ensemble du projet culturel et artistique de l'Astrolabe. 

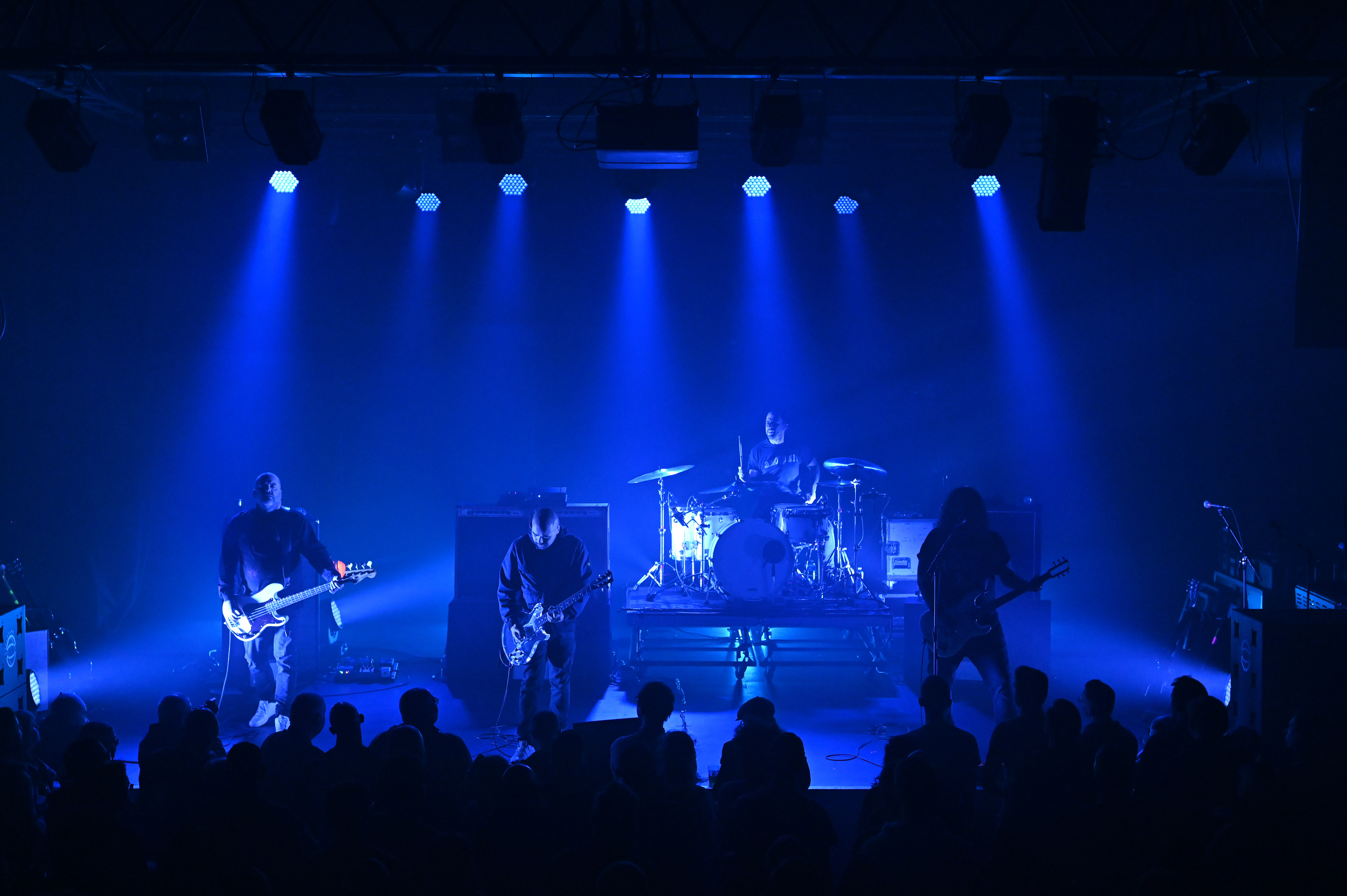
Concert à l'Astrolabe

Dès 2004, l'Association l'Antirouille prend les manettes du projet Astrolabe dans le cadre d'une délégation de service public qui sera renouvelée en 2009, puis en 2015. À partir de 2020, c'est désormais une convention pluriannuel d'objectif qui fixe le projet culturel et artistique du projet Astrolabe, associant l'Antirouille et l'ensemble des institutions parties prenantes au financement de l'Astrolabe. 

## Présentation
Située à l'intérieur du complexe du Baron, sur le boulevard Jean-Jaurès, L'Astrolabe est géré par l'association l'Antirouille, en délégation de service public pour la ville d'Orléans.
L'activité de "l'Astro" a commencé en mars 1999.
Cette scène se compose de deux salles : l'Astroclub, d'une jauge de 220 personnes et l'Astrolabe pouvant contenir jusqu'à 550 spectateurs.
L'Astrolabe accueille des artistes de diverses courants musicaux : rock, electro, pop, world music, hip-hop etc. L'Astrolabe a accueilli des groupes comme Muse, Cold War Kids, Stromae ou encore And So I Watch You from Afar.
Il organise des résidences d'artistes, aboutissant à une restitution publique lors de concerts et joue le rôle l'accompagnateur de groupes régionaux en les programmant en première partie de concert.
L'Astrolabe est labélisé scène de musiques actuelles par le Ministère de la Culture.

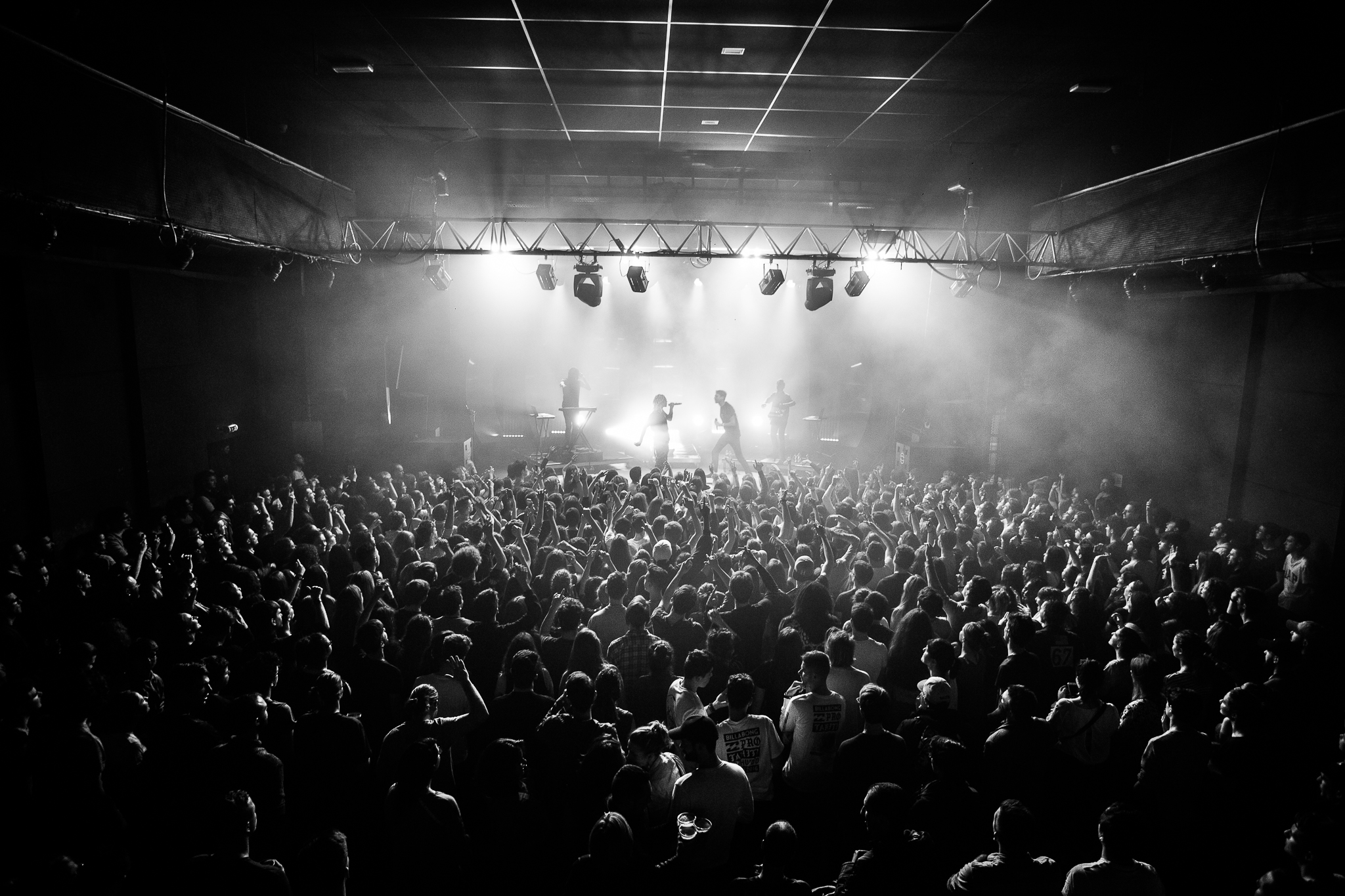
Concert à l'Astrolabe